# Theatrum Statuum Sabaudiæ

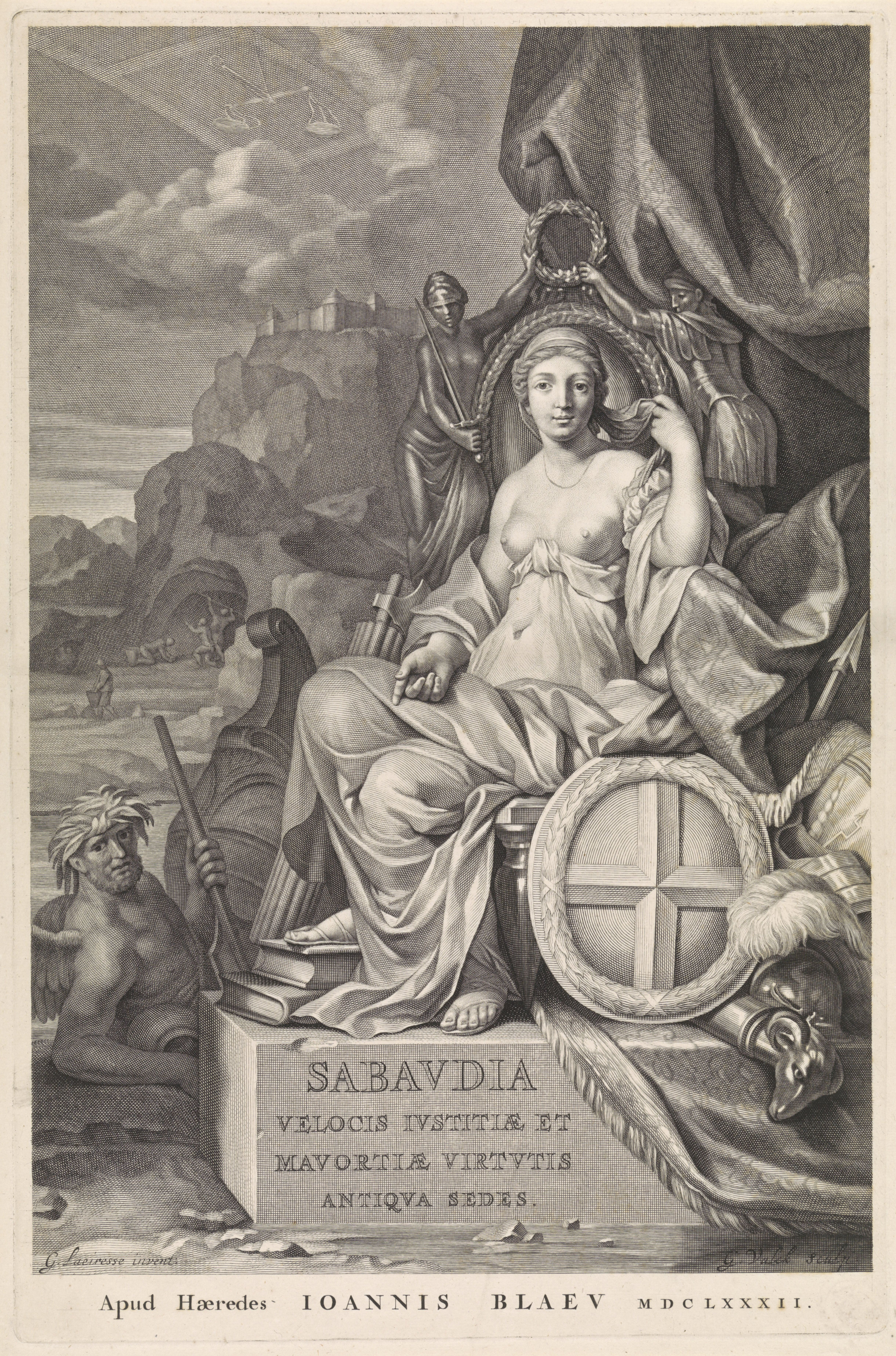
Theatrum statuum regiæ celsitudinis Sabavdiæ ducis, Pedemontii principis, Amsterdam, J. Blaeu, 1682.

Le Theatrum statuum Regiae Celsitudinis Sabaudiæ Ducis ou encore Theatrum Statuum Sabaudiæ, couramment abrégé en Theatrum Sabaudiæ, est une représentation iconographique et cartographique des États de la maison de Savoie au temps de Charles-Emmanuel II, duc de Savoie, prince de Piémont et roi de Chypre, réalisé au cours du XVIIe siècle.
L'ouvrage Theatrum Statuum Regiae Celsitudinis Sabaudiæ Ducis Pedemontii Principis Cypri Regis (trad. Théâtre des États de Son Altesse Royale le Duc de Savoie, prince de Piémont, Roy de Chypre) a été publié à Amsterdam en 1682 chez le cartographe et éditeur néerlandais Joan Blaeu.
Le travail a débuté en 1657. Il est publié en 1682 sous la régence de la duchesse Marie-Jeanne-Baptiste de Savoie, seconde épouse du duc, décédé en 1675. Par ailleurs, l'éditeur néerlandais Blaeu décède lui aussi avant la publication, en 1673.

## Contexte
La réalisation des Theatrum Sabaudiæ est considérée comme un manifeste politique par la maison de Savoie afin de démontrer sa puissance auprès des autres maisons princières d'Europe,. 
Le travail de représentation des États de la maison de Savoie débute sous la régence de Christine de France, épouse du duc de Savoie Victor-Amédée Ier de Savoie et fille d'Henri IV roi de France, avec la commande d'une cartographie des villes de la principauté en 1657. Ce travail est poursuivi et amélioré par son fils, le duc Charles-Emmanuel II, en 1661,. Le travail se poursuit entre 1672 jusqu'à la publication.

## Description
L'ouvrage Theatrum Statuum Sabaudiæ permet sous forme de cartes ou de gravures de faire un état des lieux, une description tant historique que géographique, mais aussi économique, culturel, social et religieux des territoires placés sous la domination de la maison de Savoie, les États de Savoie, au XVIe siècle. L'historien Étienne Bourdon résume le « Theatrum Sabaudiæ [comme] une vision idéalisée de la réalité ».
L'ouvrage, en deux volumes in-folio, est rédigé en latin. 50 éditions ont d'abord été tirées pour la maison de Savoie dont 4 exemplaires ont été colorisés à l'époque pour le prince lui même, l'un d'entre eux est exposé à Turin. Les 46 exemplaires restant ont été offerts pour promouvoir la grandeur de la maison de Savoie auprès des diplomaties étrangères. Onze ans plus tard, des ouvrages en langue néerlandaise ont été édités, puis à nouveau en 1697, puis 1725. Des éditions en langue française ont été publiées en 1700 sous le titre de « Théâtre des États de S. A. R. le duc de Savoye, prince de Piémont » et 1725,.
Le Theatrum Sabaudiæ est composé de 145 vues cavalières commentées, dont les dessins originaux ont été coordonnés et parfois réalisés par l'ingénieur Giovanni Tommaso Borgonio,, puis réalisés par le graveur Johannes de Ram. Borgonio magnifie le duché avec la réalisation de trois cartes et de cinquante-deux planches d'ornement. Quinze vues ont été réalisées par Borgonio lors du printemps 1674. Les douze villes du duché représentées avec une perspective cavalière sont : Chambéry, Montmélian, Moûtiers, Annecy, Saint-Jean-de-Maurienne, Thonon, Rumilly, Aix et l'Arc Romain, Sallanches avec en arrière-fond un panorama du mont Blanc, Bonneville, Évian, La Roche. Les trois cartes représentent le Piémont, la Savoie et le Chablais avec le lac Léman.
Les textes accompagnant les vues sont rédigés par le jésuite et écrivain Emanuele Tesauro (1592–1675) ou l'historiographe Pierre Gioffredo (1629-1692).
Les différentes représentations comportent un certain nombre d'erreurs.

### Premier volume
Le premier volume permet de présenter les dessins et des textes descriptifs de la capitale du duché de Savoie, Turin, mais aussi de l'ancienne capitale Chambéry, ainsi que ces principaux bâtiments (civils, religieux et militaires). Il présente aussi les différentes places fortes et châteaux de la principauté ainsi que les principaux édifices religieux (abbayes) du duché.

### Second volume
Le second volume se consacre à la présentation du territoire avec des vues des principales villes et paysages du duché, ainsi que ceux du marquisat de Montferrat et de la région de Verceil.

## Éditions
- Theatrum statuum regiae celsitudinis sabaudiæ ducis, pedemontii principis, cypri regis, Amsterdam chez Joan Blaeu, édition latine 1682, 2 Vol. in folio vol. 1, (lire en ligne). Éditions néerlandaises en 1693, 1697 et 1725, éditions françaises en 1700 et 1725, nouvelle édition latine en 1726[8].

## Galerie

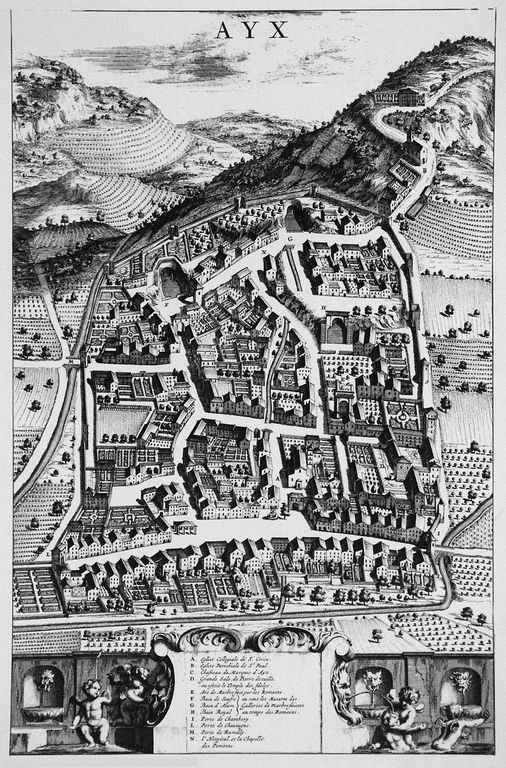
Planche de la ville d'Aix (duché de Savoie)
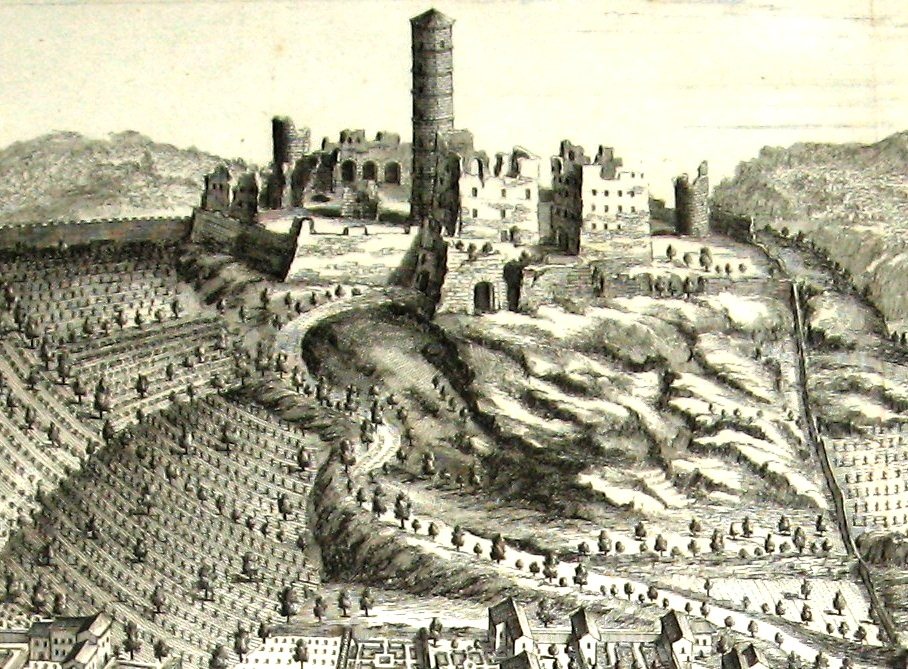
Détail du château de Cortemilia (Piémont)
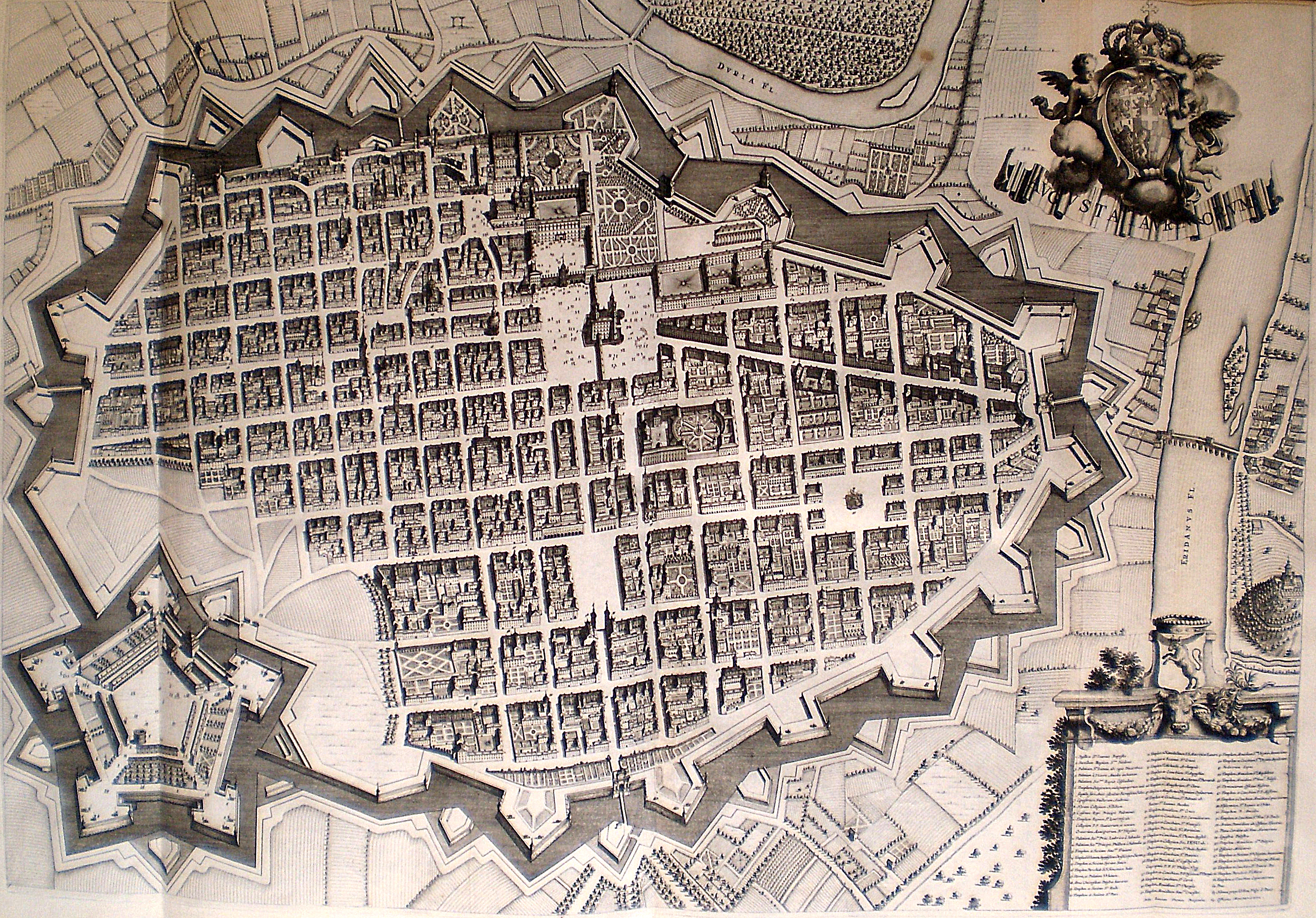
Planche de la capitale du duché de Savoie, Turin (Piémont), en 1674
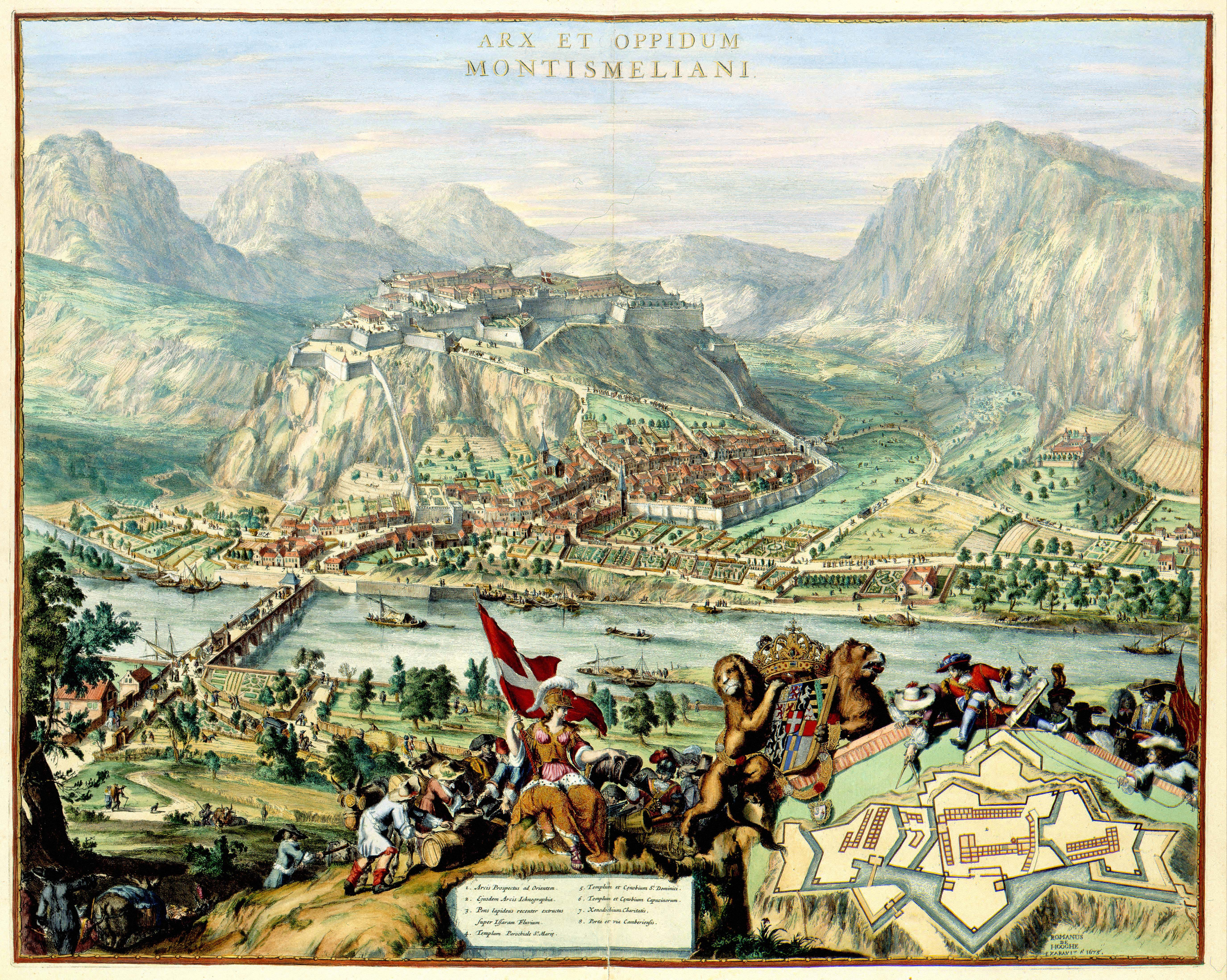
Planche de Montmélian et sa citadelle vus de La Chavanne en 1675. (Duché de Savoie)